# Voldby Sogn (Norddjurs Kommune)
 For alternative betydninger, se Voldby Sogn. (Se også artikler, som begynder med Voldby Sogn)
Voldby Sogn er et sogn i Norddjurs Provsti (Århus Stift).
I 1800-tallet var Voldby Sogn anneks til Karlby Sogn. Begge sogne hørte til Djurs Nørre Herred i Randers Amt. Karlby-Voldby sognekommune blev ved kommunalreformen i 1970 indlemmet i Nørre Djurs Kommune, som ved strukturreformen i 2007 indgik i Norddjurs Kommune.
I Voldby Sogn ligger Voldby Kirke.
I sognet findes følgende autoriserede stednavne:
- Hjembæk (bebyggelse, vandareal)
- Sangstrup (bebyggelse, ejerlav)
- Sangstrup Klint (areal)
- Sangstrup Mark (bebyggelse)
- Thorsø (bebyggelse, ejerlav)
- Voldby (bebyggelse, ejerlav)
- Voldby Mark (bebyggelse)